# 埃罗·莱赫托宁
埃罗·莱赫托宁（芬蘭語：Eero Lehtonen，1898年4月21日—1959年11月9日），芬兰男子田径运动员，主攻五项全能。他曾代表芬兰参加1920年和1924年夏季奥林匹克运动会田径比赛，共获得二枚金牌。